# Солис Фольк де Кардона, Франсиско де
Франсиско де Солис Фольк де Кардона (исп. Francisco de Solís Folch de Cardona; 16 февраля 1713, Саламанка, королевство Испания — 21 марта 1775, Рим, Папская область) — испанский кардинал. Титулярный архиепископ Троянополиса с 20 января 1749 по 25 сентября 1752. Епископ-архиепископ Кордовы с 25 сентября 1752 по 17 ноября 1755. Архиепископ Севильи с 25 сентября 1752 по 17 ноября 1755. Кардинал-священник с 5 апреля 1756, с титулом церкви Санти-XII-Апостолис 26 июня 1769.